# 시노바즈못

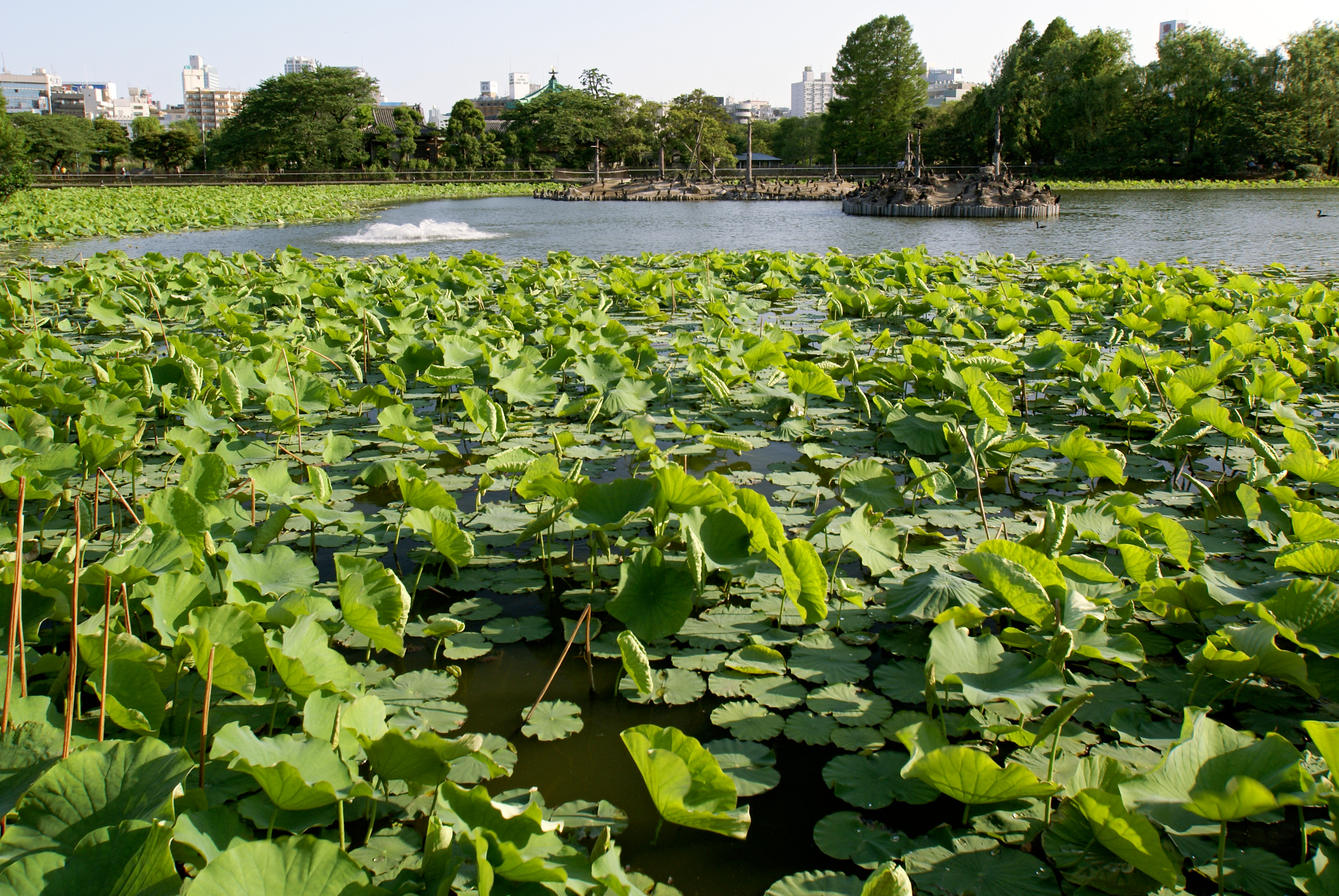
시노바즈못

시노바즈못(일본어: 不忍池 시노바즈노이케[*])는 일본 도쿄도 다이토구에 있는 우에노 공원 안에 있는 연못으로, 주위 둘레는 약 2 km, 너비는 약 110만km2에 달한다. 7~8월에는 연꽃이 피고, 겨울에는 11만 마리가 넘는 철새가 찾는다. 연못한 가운데에는 칠복신 중 하나인 벤자이텐(弁財天)을 모시는 사당인 벤텐도가 있다. 벤텐도는 17세기 당시 간에이지를 창건할 때 처음 만든 것으로 전해지지만, 1945년 도쿄 대공습 당시 소실되어 1958년에 재건한 것이다. 연못에서 즐길 수 있는 보트를 대여할 수 있다.

## 이름의 유래
벤텐도에 세워진 석비에 따르면, 시노바즈못의 이름은 우에노대지(일본어: 上野台地 우에노다이치[*])와 혼고대지(일본어: 本郷台地 혼고다이치[*])(무코가오카(일본어: 向ヶ岡 무코가오카[*])) 사이의 지명이 시노부가오카(일본어: 忍ヶ丘 시노부가오카[*])라고 일컬어졌던 것에서 유래한다.
단, 다른 설도 있어, 주위에 조릿대가 많이 자라 있어 시노와즈(일본어: 篠輪津 시노와즈[*])가 바뀌어 시노바즈가 되었다고 하는 설, 또는 여기에서 남녀가 몰래 만나곤 해서 그렇다는 설, 우에노대지가 시노부가오카(일본어: 忍が岡 시노부가오카[*]) 라고도 불렸던 것에서 비롯하여 시노바즈못이라고 이름 지어졌다는 설도 있다. 15세기경에는 이미 시노바즈못이라는 이름으로 불리고 있었다.

## 같이 보기
- 우에노역
- 닛포리역